# Oligoryzomys moojeni
Oligoryzomys moojeni is een knaagdier dat voorkomt in de Cerrado van Goiás en Minas Gerais (Brazilië), onder 800 m hoogte. De soort is genoemd naar João Moojen, een van de belangrijkste mammalogen van Brazilië.
Deze soort heeft een bruin-oranje rugvacht die overloopt in de crèmekleurige buikvacht. Het aantal chromosomen (2n) bedraagt 70, het hoogste aantal van het geslacht Oligoryzomys. Het autosomale getal (AN) is 74. Lima et al. (2003) beschreven een daarop gelijkend karyotype met 2n=70 AN=76. Dat is waarschijnlijk een nauw verwante soort.